# Ioduro di sodio
Lo ioduro di sodio è un composto chimico dello iodio e del sodio con formula chimica NaI. In condizioni standard, è un solido bianco solubile in acqua comprendente una miscela 1: 1 di cationi di sodio (Na+) e anioni ioduro (I-). Viene utilizzato principalmente come integratore alimentare e in chimica organica. Viene prodotto industrialmente come sale che si forma quando gli ioduri acidi reagiscono con l'idrossido di sodio. È un sale caotropico.

## Estrazione e presentazione
Può essere ottenuto facendo reagire carbonato di sodio (Na2CO3) con ioduro di ferro. Si ottiene come diidrato:
{\displaystyle {\ce {4Na2CO3\ +\ Fe3I8\ +\ 16H2O->8NaI\cdot 2H2O\ +\ Fe3O4\ +\ 4CO2}}}

## Usi

### Integratore alimentare
Lo ioduro di sodio, così come lo ioduro di potassio (KI), è comunemente usato per trattare e prevenire la carenza di iodio. Il sale da cucina iodato contiene 10 ppm di ioduro.

### Sintesi organica

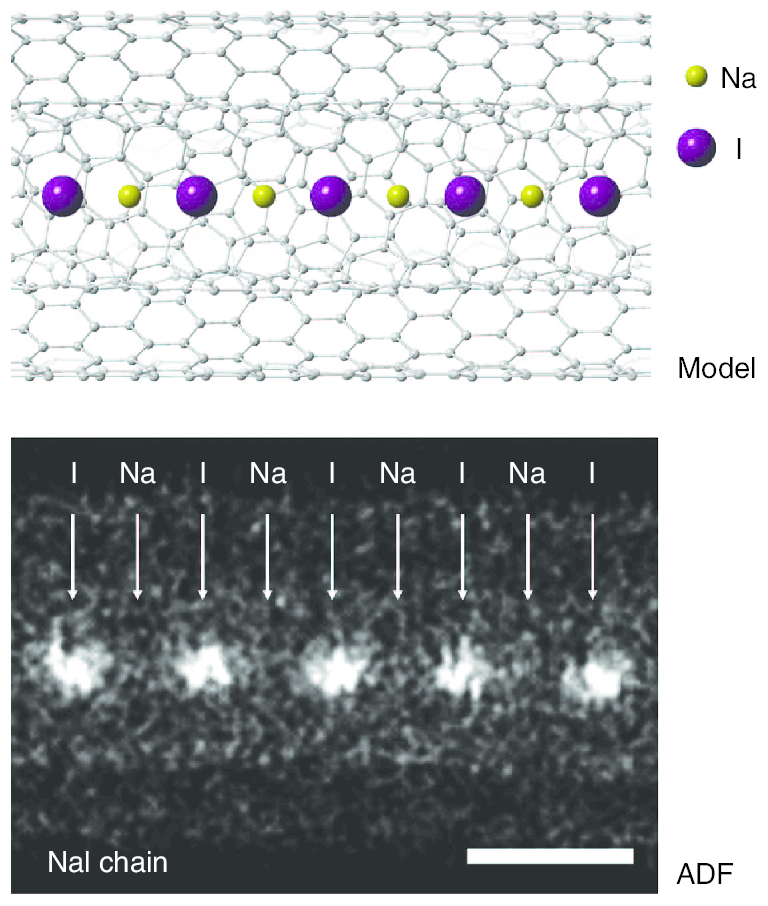
Catene monoatomiche di ioduro di sodio cresciute all'interno di nanotubi di carbonio a doppia parete.

Lo ioduro di sodio viene utilizzato per la conversione di cloruri alchilici in ioduri alchilici. Questo metodo, conosciuto come reazione di Finkelstein, si basa sull'insolubilità del cloruro di sodio nell'acetone per guidare la seguente reazione:
{\displaystyle {\ce {R-Cl\ +\ NaI->R-I\ +\ NaCl}}}

### Medicina nucleare
Alcuni sali di ioduro radioattivo di sodio, inclusi {\displaystyle {\ce {Na^{125}I}}} e {\displaystyle {\ce {Na^{131}I}}}, hanno usi radiofarmaceutici, come nel trattamento del cancro della tiroide e dell'ipertiroidismo o come traccianti radioattivi nell'imaging.

### Scintillatori allo ioduro di sodio drogati con tallio
Lo ioduro di sodio attivato con tallio, NaI(Tl), quando sottoposto a radiazioni ionizzanti, emette fotoni e viene utilizzato nei rivelatori a scintillazione, tradizionalmente in medicina nucleare, geofisica, fisica nucleare e misurazioni ambientali. I cristalli sono solitamente accoppiati con un tubo fotomoltiplicatore, in un gruppo ermeticamente sigillato, poiché lo ioduro di sodio è igroscopico. La messa a punto di alcuni parametri può essere ottenuta variando le condizioni di crescita dei cristalli. I cristalli con un livello di drogaggio più elevato sono utilizzati nei rivelatori di raggi X con un'elevata qualità spettrometrica. Lo ioduro di sodio può essere utilizzato sia come cristalli singoli che come policristalli per questo scopo. La lunghezza d'onda di massima emissione è 415 nm.

## Dati di solubilità
Lo ioduro di sodio mostra un'elevata solubilità in alcuni solventi organici, a differenza del cloruro di sodio o addirittura del bromuro:

## Stabilità
Gli ioduri (compreso lo ioduro di sodio) sono ossidati in modo rilevabile dall'ossigeno atmosferico (O2) in iodio molecolare (I2). I complessi I2 e I− si combinano per formare il complesso triioduro, che ha un colore giallo, a differenza del colore bianco dello ioduro di sodio. L'acqua accelera il processo di ossidazione e lo ioduro può anche produrre I2 per foto-ossidazione, quindi per la massima stabilità lo ioduro di sodio deve essere conservato in condizioni di buio, bassa temperatura e bassa umidità.